# Дамян Дамянов
Вижте пояснителната страница за други личности с името Дамян Дамянов.
Дамян Петров Дамянов е български поет.

## Биография
Дамян Петров Дамянов е роден на 18 януари 1935 г. в Сливен. Някои смятат, че е роден на 13 януари, заради печатна грешка, допусната при второто издание на „Тетрадка по всичко“ от 1984 г. През 1953 г. завършва гимназия в родния си град, а през 1961 г. завършва българска филология в Софийския университет.
През 60-те години работи като литературен консултант във вестник „Народна младеж“ и като редактор в отдел „Поезия“ на списание „Пламък“.
За първи път публикува стихотворения през 1949 г. във в. „Сливенско дело“, а по-късно публикува поетични творби в централния литературен печат.
Дамян Дамянов е удостоен със званието Народен деятел на културата, лауреат е на Димитровска награда през 1976 г., а през 1998 г. получава наградата „Иван Вазов“ за цялостно литературно творчество.
През 1963 г. на руски език излиза книгата му „Пусть окно распахнется“ в превод на М. Кудинов. Отделни творби на поета са публикувани в литературни издания на руски, беларуски, украински, унгарски.
Негова съпруга е поетесата Надежда Захариева. Има двама синове и една дъщеря.

### 1989 – 1992 година
Периодът в първите години на промяната, „според едни или на кризата, според други или на реставрацията“, след края на 1989 г. по неговите собствени думи са най-тежките и мъчителни в живота му. За него то остава „..време на най-страшните междучовешки вражди и отчужденост, на най-дълбоката нравствена криза, време на отчаянието, самотата и болката. Време, което раздели хората, овражди ги и зася най-отровните семена в душите им.“. В това тежко за него и семейството му време пише в стихотворението „Към себе си“:
| „ | Когато си на дъното на пъкъла, когато си най-тъжен, най-злочест, от парещите въглени на мъката си направи сам стълба и излез | “ |

## Памет
- На Дамян Дамянов е наречена улица в квартал „Драгалевци“ в София (Карта).
- Националният конкурс за поезия „Дамян П. Дамянов“, учреден от община Сливен, (Дамян Дамянов (награда)): за първи път наградата е връчена през 2006 г. и се връчва на всеки две години.

### Стихосбирки
- „Ако нямаше огън. Стихове“. 1958 (1959, 1972).
- „Очакване. Стихове“. 1960 (1968).
- „Лирика“. 1962.
- „Поема за щастието“. 1963.
- „Стени. Стихове“. 1964.
- „Пред олтара на слънцето. Стихове“. 1964.
- „Като тревата. Стихове“. 1966.
- „Гимназия „Родина“. Стихове и поеми“. 1967.
- „Коленича пред тебе. Стихове“. София: Профиздат, 1967, 77 с.
- „И си отива лятото. Стихотворения“. 1968.
- „Ти приличаш на моя сълза. Стихове“. 1969.
- „Вчера по същото време. Стихотворения“. София: Български писател, 1971, 93 с.
- „Молба към света. Стихотворения“. 1973.
- „Радостно, тъжно и весело. Лирика“. 1974.
- „Ще има връщане. Стихотворения“. 1976.
- „Първото име на щастието. Страници от пътни бележки“. 1976.
- „Да бяха хляб. Стихотворения“. 1977.
- „Благословено да е нещото, което... Стихотворения“. 1979 (1982).
- „Стигат ми солта и хляба. Стихотворения“. 1980.
- „Отворен кръг. Стихотворения“. Пловдив: Христо Г. Данов, 1983, 172 с.
- „Живей, измислице любов“. София: Народна младеж, 1984, 264 с.
- „Всеки делник има красота. Стихотворения“. София: Профиздат, 1985, 152 с.
- „Извървяното“. София: Български писател, 1985, 175 с.
- „Молитва в полунощ. Стихотворения“. 1986.
- „Приказка“.
- „До следващата смърт“
- „Душа на възел“
- „Минава тъжния човек“
- „В духа си вечен“. София: Мис 69, 2000, 152 с.
- „Иска ми се да живея“. София: Захарий Стоянов, 2001, 424 с.
- „Още съм жив“. София: Христо Ботев, 2005, 447 с.
- „Обичам те живот“. София: Христо Ботев, 2005, 455 с.
- „Остани тази нощ“. Нитон, 2005, 243 с.
- „Обича ме, не ме обича“. София: Дамян Яков, 2007, 247 с.
- „Когато те измислих“. Пловдив: Летера, 2009, 216 с.
- „До себе си ме възнеси“. Пловдив: Летера, 2009, 120 с.
- „Душа без покрив“. Пловдив: Летера, 2010, 344 с.
- „Прощална разходка. Непубликувани стихотворения“. София: Милениум, 2010, 64 с.

### Поеми
- „Преди всичко любов. Драматична поема“. 1965.

### Романи
- „Таванът. Почти роман“. 1983.

### Други
- „Живей така, че...“ – есета, импресии, силуети
- „И моята България пътува“ – лирична хроника
- „Тетрадка по всичко“ – книга, в която са изложени възгледите на поета по някои проблеми
- „Първо име на щастието“ – пътни бележки
- „Сбогом, бързам! Проза и не съвсем“. Разкази. 1989.
- „Хвърчилото се връща. Разкази за едно детство“. Роман за деца. 1978.